# Линейные корабли типа «Нассау»
Линейные корабли типа «Насса́у» (нем. Nassau-Klasse) — первый тип линейных кораблей-дредноутов Флота Открытого Моря Германской империи. Дредноуты типа «Нассау» (4 единицы) строились как ответ на постройку ВМС Великобритании первого в мире линейного корабля-дредноута HMS Dreadnought (1906).

## История проектирования и строительства
Стремительно развивающаяся Германская империя вынуждена была подкреплять свои политические амбиции строительством сильного флота. Немаловажным фактором явилось стремительное развитие экономики молодой империи, позволившее обеспечить материальную и финансовую базу для развития флота. Благодаря усилиям германского кайзера Фридриха Вильгельма II и военно-морского министра Альфреда фон Тирпица в 1898 году была принята новая кораблестроительная программа — Закон о флоте. В январе 1900 года британцы арестовали в восточной Африке германские пароходы. Подталкиваемый возмущением нации и желанием защитить стремительно развивающуюся коммерческую торговлю, рейхстаг принял новый закон о флоте 1900 года, который предусматривал удвоение количественного состава флота.
Становой силой флота того времени считались эскадренные броненосцы и основные усилия Германии были направлены на их строительство. Чтобы хоть как-то сравняться с огромным британским флотом, по закону о флоте 1900 года количество германских броненосцев к 1920 году должно было составить 34 единицы — 4 эскадры, по восемь броненосцев сведенные в две дивизии по четыре корабля. Ещё два корабля строились как флагманские. Предельный срок службы броненосца по закону 1898 года был установлен в 25 лет. Поэтому с 1901 по 1905 годы планировалась постройка по два новых линейных корабля в год, для увеличения количества до требуемого. А с 1906 по 1909 годы должны были строиться по два корабля на смену старых.
В 1901—1905 годах согласно этой программы были заложены броненосцы с нормальным водоизмещением в 13 200 т и вооружение из 4 орудий главного калибра в 280-мм и 14 170-мм орудий среднего калибра — пять типа «Брауншвейг» и пять типа «Дойчланд». В Германии к проектированию линкоров с единым калибром приступили позже британцев и американцев. Первый проект линкора с единым калибром (восемь 280-мм орудий) датируется октябрём 1905 года. В 1906 году в Великобритании был построен первый линейный корабль с едиными орудиями главного калибра — «Дредноут». При водоизмещении в 18 000 т он нес 10 орудий калибра 305-мм. Его строительство вызвало определённый шок в военно-морских кругах и повлекло за собой новый виток гонки вооружений. Имя «Дредноута» послужило нарицательным для нового класса строившихся кораблей. Была пересмотрена германская кораблестроительная программа. Если раньше Германия находилась в роли догоняющей стороны, то теперь она получила шанс начать с нового листа и построить флот, который мог бы помериться силами с британским. В 1906 году было принято дополнение к закону о флоте, по которому было предусмотрено строительство первых германских дредноутов.
Первый немецкий линкор, «Нассау», как и в случае с линкором «Dreadnought», строился в ускоренном темпе: стапельный период постройки заложенного в Вильгельмсхафене линкора «Nassau» составил только 7,5 месяца, а достроечный период неполных 19 месяцев (общее время постройки округленно равнялось 26 месяцам). Частным верфям, строившим однотипные корабли («Westfalen», «Posen» и «Rheinland»), потребовалось 27, 35 и почти 36 месяцев соответственно. Корабли типа «Нассау» должны были заменить в германском флоте броненосцы «Bayern», «Sachsen», «Wurtemerg» и «Baden» (первые 2 строились по бюджету 1906 года, следующие 2 — по бюджету 1907 года).
После окончательной готовности «Nassau» и «Rheinland» на верфях в Бремене и Штеттине, возникла проблема с проводом кораблей через обмелевшие реки Везер и Одер. Проблема была решена после установки с обоих бортов линкоров кессонов и откачки воды, уменьшившей осадку кораблей и обеспечившей проводку линкоров к морю.

## Стоимость
По сравнению с броненосцами типа «Deutschland» стоимость новых линкоров возросла в полтора раза. Для 5 броненосцев типа «Deutschland», спущенных на воду только в 1904—1906 годах, полная стоимость строительства колебалась от 21 до 25 млн марок. Строительство новых линкоров обошлось имперской казне значительно дороже.
- «Nassau» — 37 399 тысяч золотых марок[10][11]
- «Westfalen» — 36 920 тысяч золотых марок[10][11]
- «Rheinland» — 36 916 тысяч золотых марок[10][11]
- «Posen» — 37 615 тысяч золотых марок[10][11]

## Конструкция
Корпус новых линкоров был гладкопалубным и сравнительно широким, с надстройкой в средней части. Отношение L/B (длины к ширине) корпуса составило 5,41 против 5,65 у броненосцев типа «Дойчланд». Проектными работами руководил главный строитель имперского флота, тайный советник Бюркнер (нем. Burkner).
Из-за требований уменьшения осадки линкоров типа «Нассау», обусловленных необходимостью базирования немецких кораблей в устьях мелководных рек, а также проблемой Кильского канала, остойчивость кораблей данного типа была ухудшена. Относительно предыдущих проектов высота корпуса была немного увеличена для улучшения мореходности в штормовых условиях Северного моря и Атлантики.
Конструкция линкора были довольно обычной для кораблей немецкого флота. Котельное отделение было разделено средней диаметральной переборкой. Все три машинных отделения «Nassau», благодаря большой ширине корабля и незначительным размером занимаемой площади паровыми машинами, удалось расположить рядом друг с другом, в то время как на «Дойчландах» средняя паровая машина стояла позади бортовых.
Набор корпуса собирался по продольно-поперечной системе (так же называемой бракетной), но в оконечностях, после бронетраверзов, корпус собирались уже по продольной системе. Такая смешанная система была обычной для многих типов линкоров и использовалась и на других флотах. Набор корпуса линкоров типа «Nassau» включал 121 шпангоут (от 6-го до 114-го, включая шпангоут «0» по оси баллера руля, 6 минусовых и 114 плюсовых шпангоутов). Шпация была равна 1,20 м. Продольную прочность помимо вертикального киля обеспечивали с каждого борта семь продольных связей, из которых стрингеры II, IV и VI были водонепроницаемы. Стрингеры устанавливались на расстоянии 2,1 и 2,125 метра друг от друга. Форштевень имел таранную форму, изготовлялся из мягкой мартеновской стали и был усилен для возможности нанесения таранного удара.
Во время испытаний линкоров выяснилось, что, имея сравнительно небольшой диаметр циркуляции на полном ходу, при наибольшей перекладке руля линкоры получали крен до 7°, теряя при этом в скорости до 70 %.

### Прожектора
На кораблях были установлены по восемь 200-амперных прожекторов (побортно двумя группами по четыре на носовых и кормовых надстройках). Прожектора могли охватывать весь круг горизонта. Также имелись два запасных прожектора такого же типа и
один 17-амперный прожектор в качестве переносного сигнального. Для защиты прожекторов в германском флоте предпринимались специальные меры. В частности, на линкорах типов «Nassau» и «Ostfriesland» в случае дневного боя прожектора (как и шлюп-балки) через специальные люки опускались в особые отсеки.

### Спасательные средства
По штату на линейных кораблях типа «Нассау» полагалось иметь: 1 паровой катер, 3 малых моторных катера, 2 баркаса с вспомогательным двигателем; 2 вельбота, 2 яла, 1 складную шлюпку. В том случае, если на корабле находился штаб эскадры на борт дополнительно брали 1 адмиральский моторный катер разъездного типа. Катера могли быть вооружены пулемётами на съемных лафетах, а при высадке десантных партий в случае необходимости также десантными пушками.
Места установки спасательных катеров из-за бортовых башен было довольно ограничены.
Для спуска на воду катеров и шлюпок по бокам от кормовой дымовой трубы были установлены два специальных крана, громоздких и хорошо заметных в силуэте кораблей. Шлюпки небольшого размера для повседневного использования подвешивались на шлюп-балках, которые в случае боя можно было убрать в специально созданные ниши в бортах кораблей.

### Силовая установка
В качестве силовой установки на «Нассау» использовались поршневые машины тройного расширения производства Имперского завода в Вильгельмсхафене. По данным Муженикова общая масса силовой установки составляла 1510 т, что соответствует 69 кг/л. с. при номинальной мощности.
Машинные отделения шли с 26-го по 41-й шпангоут, занимая V и VI водонепроницаемый отсеки. V отсек, с 6-го по 32-й шпангоут, занимало отделение вспомогательных механизмов длиной 7,2 м. В VI отсеке, с 32-го по 41-й шпангоут, располагалось главное машинное отделение длиной 10,8 м. V и VI отсек разбивались двумя водонепроницаемыми переборками на три отделения. В каждом из трёх главных машинных отделений располагалась паровая машина тройного расширения с приводом на собственный винт. При рабочем давлении пара в 16 кг/см² их суммарная номинальная мощность составляла 22 000 индикаторных л. с.
Каждая вертикальная паровая машина имела три цилиндра высокого, среднего и низкого давления с диаметром поршня 960, 1460 и 2240 мм соответственно, а соотношение объёмов как 1:2,32:5,26. Цилиндры вместе с золотниковой коробкой отливались одним блоком из чугуна. Золотники приводились в движение посредством кулисы Стефенсона, что позволяло для каждого цилиндра осуществить независимую регулировку степени расширения пара. Реверсирование осуществлялось от отдельной двухцилиндровой паровой машины или вручную.
Штоки поршней через шатуны были соединены с коленчатым валом, три кривошипа которого располагались под углом в 120°. Через муфту каждый коленвал был связан с горизонтальным одноцилиндровым осушительным трюмным насосом.
Пар из каждой паровой машины выходил в собственный главный конденсатор с внутренним теплообменником из двух групп горизонтально расположенных охлаждающих труб. Проток забортной воды через теплообменники осуществлялся с помощью центробежного насоса с приводом от дополнительной двухцилиндровой поршневой машины, приводившей во вращение также воздушный насос системы Бланка. Конструкция конденсаторов позволяла осуществлять переключение отработанного пара со всех трёх машин в любой из них. Упорные подшипники располагались в IV отсеке на двадцать шестом шпангоуте, за которым начинались туннели гребных валов.
В среднем машинном отделении находилось два опреснителя системы Папе и Хеннеберга с двумя насосами, один конденсатор опреснителя, два рефрижератора, фильтр и промывочный насос с паровым приводом.
Паром машинные отделения снабжали 12 двухтопочных котлов Военно-морского типа (Щульце-Торникрофта) с трубками малого диаметра и рабочим давлением 16 кгс/см². Общая площадь их нагревательной поверхности составляла 5040—5076 м². Котлы также изготавливались Имперским заводом Вильгельмсхафена. Каждый котёл состоял из одной верхней и трёх нижних секций, соединённых между собой 1404 паропроводными трубками. Нижние секции в задней части также соединялись между собой трубками.
Котлы располагались в трёх 9,6-метровых отсеках — VIII, IX, и передний XI отсеки (Х отсек при этом занимали погреба бортовых башен главного калибра). В каждом отсеке размещались по четыре котла. Все котлы располагались вдоль борта. С каждой стороны от диаметральной плоскости располагалась кочегарка с двумя котлами топками друг к другу.
Котельные отделения оснащались системой наддува для создания искусственной тяги. На промежуточной палубе были установлены 12 центробежных воздуходувок — по одной на каждый котёл, нагнетавшие воздух в герметично закрытые котельные отделения. Воздуходувки приводились во вращение двухцилиндровыми компаунд-машинами двойного расширения.
Каждое котельное отделение оснащалось также главным и резервным насосом питательной воды, паровым трюмным насосом, подогревателем и фильтром питательной воды и мусорным эжектором.
Котлы кормового и среднего котельных отделений имели выход на кормовую, а переднего — на носовую дымовую трубу. Обе дымовых трубы имели высоту 19 метров над КВЛ и имели сечение в форме эллипса.
Доступ в котельные отделения производился с промежуточной палубы по двум трапам, закрываемых водонепроницаемыми крышками. От каждой кочегарки отходил свой паропровод. Сначала они шли по три с каждой стороны центрального коридора, а потом в районе 46-го шпангоута сходились вместе к общему бронзовому переходнику, от которого шли отдельные паропроводы на каждую паровую машину. Паропроводы оснащались запорными клапанами и клинкетами.
Применяемые тогда турбины занимали точно такую же площадь фундамента, как и паровые машины. Имелись различия в массе, но это не имеет отношения к выбору главной артиллерии. Меньшая высота турбинных установок для линейного корабля тогда не играла никакой роли: положение броневой палубы определялось другими требованиями, и высота помещений под ней была достаточной для размещения паровых машин.
Корабли оснащались тремя четырёхлопастными бронзовыми винтами диаметром 5 метров. Правый винт имел правостороннее вращение, а средний и левый — левостороннее. На линкорах типа «Нассау» устанавливались два полубалансирных руля без подпятника, площадью 14,9 м² каждый, параллельно в струе боковых винтов с осями на 0-м шпангоуте на расстоянии 2,75 м от диаметральной плоскости.
Основным топливом был уголь, но во время войны котлы были оборудованы форсунками для впрыска нефти и цистернами общей ёмкостью 160 т нефти. Расчётная дальность составляла 9400 миль 10-узловым ходом, 8300 миль 12-узловым, 4700 16-узловым и 2800 19-узловым ходом.
Максимальный запас угля составлял 2700 т. Он хранился в шести расходных бункерах (между противоторпедной переборкой и котельными отделениями), 20 защитных бункерах под броневой палубой, в шести верхних и четырёх резервных угольных ямы над броневой палубой. Также вдоль борта за противоторпедной переборкой с 21-го по 86-й шпангоуты шли защитные угольные бункеры. Они занимали высоту от внутреннего дна до броневой палубы и были разбиты с каждой стороны девятью водонепроницаемыми переборками на 10 отсеков. Транспортировка угля из этих бункеров осуществлялась через водонепроницаемые двери в водонепроницаемых переборках и через клинкетные задвижные двери в противоторпедной переборке в нишах угольных ям. Клинкетные двери оснащались противовесом и открывались из кочегарок. Защитные ямы рядом с котельными отделениями были оборудованы системой принудительного затопления на случай самовозгорания.
Верхние угольные бункеры размещались на скосах броневой палубы с 46-го по 62-й и с 65-го по 75-й шпангоуты, занимая высоту от броневой до батарейной палубы. От внутренней части корабля угольные ямы отделялись водонепроницаемыми отсечными переборками, позволявшими защитить угольные ямы от попадания забортной воды при крене до 10°. Подача угля осуществлялась через проходы и водонепроницаемые двери. Свободные помещения над броневой палубой также могли использовались как резервные бункеры — уголь в них хранился в мешках.
Для загрузки угля использовались 24 горловины в верхней палубе, закрываемые броневыми крышками. От горловин в угольные ямы вели шахты и быстросъёмные углеотводные рукава. Все ямы оснащались трубами для замера температуры, количества угля и вентиляции. Для транспортировки угля внутри угольных ям имелись полозы, крановые тележки и угольные корзины. Верхние угольные бункеры оснащались также спускными салазками и сходнями. Для погрузки угля использовались шлюпочные краны, к которым на специальных выстрелах подвешивались штормовые леера с закрепленными 12 переносными угольными транспортёрами. Транспортёры приводились в движение с каждого борта двумя шлюпбалочными лебёдками или шестью разборными лебёдками с электроприводом и допустимой нагрузкой в 240 кг.
Цистерны пресной воды для питания котлов объёмом 110 м³ размещались в промежутке двойного дна. Между 75-м и 79-м шпангоутом по левому борту располагались спиртовые цистерны объёмом 7000 л для питания катеров. Там же размещались цистерны для 4300 кг машинного масла и 1500 кг масла для смазки цилиндров паровых машин.
Электроэнергией напряжением 225 В корабль снабжали восемь турбогенераторов общей мощностью 1280 кВт. Турбогенераторы размещались под броневой палубой в четырёх отсеках — двух впереди носового КО по каждому борту и двух позади машинного отделения также побортно. Всего в электросистему «Нассау» входили 232 электродвигателя. Для аварийного питания и корабельной телефонной сети использовались аккумуляторные батареи напряжением 12 В. Две свинцовых батареи по шесть элементов каждая размещались на палубной платформе в отсеке рулевых машин между 12-м и 13-м шпангоутом. Ещё две батареи из десяти элементов установили в трюме в отсеке аварийного осушительного насоса у переборки на 75-м шпангоуте.

### Вооружение
Боевой запас артиллерии главного калибра (28 cm SK L/45) составлял 900 выстрелов. Штатный боезапас включал 720 бронебойных снарядов «L/3,2» (нем. Psgr — Panzersprenggranaten) и 180 фугасных снарядов «L/3» (Stvg — Stahvollgcschossen), а также 900 метательных зарядов (нем. Pulverladung) к ним. Каждый заряд состоял из основного полузаряда (Hauptkartus) и добавочного (Borkartus). Для добавочных полузарядов применялись двойные шелковые картузы и пеналы, из которых заряды вынимались только перед заряжанием. Сначала в зарядную камеру помещался добавочный заряд в картузе, затем главный заряд в гильзе со встроенным запалом. Снаряды обоих типов весили по 305 кг. Общий вес полного метательного заряда равнялся 144,6 кг пороха (нем. Rohrenpulver) марки «RPC/06» (позже «RPC/12»). Обеспечивались углы склонения и возвышения от −8° до +20°. При максимальном угле возвышения в 20° обеспечивалась дальность стрельбы 18 900 м. В 1915 году был увеличен вес заряда и применён новый порох «RPC/12», и максимальная дальность выросла до 20 400 м.
Шестиугольное расположение башен позволяло вести бой не только в кильватерной колонне, но и строем фронта или строем уступа, а значит давало, дополнительные, и весьма широкие возможности в маневрировании эскадр. Примерно так же размещались башни главного и промежуточного калибров на большинстве новых броненосцев во всех флотах мира, например на британском «Лорде Нельсоне» или японском броненосце «Сацума», к линейно-возвышенному расположению немцы, как и все другие страны, кроме Соединенных Штатов, ещё не пришли.

#### Артиллерия среднего и малого калибров
В немецком флоте при переходе к строительству дредноутов сохранили артиллерию среднего калибра.
На линкорах типа «Нассау» в одноорудийных бронированных казематах на батарейной палубе, отделённых друг от друга продольными и поперечными переборками, разместили двенадцать (по шесть на каждом борту) 150-мм (фактически 149,1 мм) орудий типа SKL/45 с длиной канала ствола 6750 мм вместо 170-мм на предшествующих броненосцах. Орудия со щитами установили на лафете с вертикальной цапфой типа MPLC/06 (нем. Mittel Pivot Lafette) образца 1906 года: четыре орудия как погонные и ретирадные, остальные восемь ближе к миделю образовали центральную батарею. Горизонтальную и вертикальную наводку осуществляли только вручную.
Ствол 150-мм орудия с затвором весил 5,73 т угол снижения стволов орудий составлял −7°, возвышения +25°, что обеспечивало дальность стрельбы 13 500 м (73 кбт.).
Как погонный и ретирадный, так и бортовой огонь могли вести по шесть орудий, по курсу в секторе 357°-3° (6°) и по корме в секторе 178°-182°(4°) по два орудия.
Боезапас к орудиям подавался с помощью электропривода со скоростью подачи 4-6 выстрелов (снаряд-заряд) в минуту или вручную.
Орудия стреляли двумя типами снарядов одинакового веса по 45 кг с начальной скоростью у среза ствола орудия около 800 м/с. Выстрел состоял из снаряда и единого для всех типов снарядов заряда.
Корабли могли принять на борт боеприпасов на 1800 выстрелов противоминным 150-мм калибром (150 на ствол), штатный боезапас отдельных кораблей различался между собой. Штатный боезапас включал 600 бронебойных снарядов и 1200 осколочно-фугасных снарядов.
Полубронебойный снаряд [L/3,2 (нем. Psgr-Panzersprenggranaten)] длиной 3,2 калибра (480 мм) с донным взрывателем имел разрывной заряд весом 1,05 кг (2,5 %), окраску: красный с чёрной головкой. Фугасный снаряд тоже длиной 3,2 калибра (480 мм) имел разрывной заряд весом 1,6 кг (4 %), окраску: жёлтый с чёрной головкой. Единый для обоих типов снарядов заряд в латунной гильзе весил 22,6 кг, включая 13,25 кг трубчатого (макаронного) пороха марки RPC/06 (Rohrenpulver) образца 1906 года.
Конструкция орудия обеспечивала прицельную скорострельность 10 выс./минуту.
Лёгкая противоминная артиллерия состояла из 16 88-мм скорострельных орудий модели SK L/45, с длиной канала ствола 3960 мм, предназначенных для стрельбы по морским целям. Орудия устанавливались на лафете с вертикальной цапфой (центральным штыревым отверстием) типа MPLC/06 образца 1906 года, прикрытые (12-мм) лёгкими стальными щитами.
Установка обеспечивала угол снижения ствола орудия −10°, возвышения +25°, что обеспечивало дальность стрельбы 10 700 м. Скорострельность составляла до 20 выстрелов в минуту.
Общий боекомплект (боевой запас) 88-мм артиллерии был рассчитан на 2400 выстрелов (150 на ствол). Половину из них составляли унитарные осколочно-фугасные снаряды с головным взрывателем (Spgr.K.Z.), вторую половину — унитарные осколочно-фугасные снаряды с донным взрывателем (Spgr.J.Z.).
88-мм орудия придавали 10 кг снарядам начальную скорость 750 м/с. В гильзе помещалось 2,325 кг трубчатого пороха марки RP образца 1906 года.
На «Нассау» и «Рейнланд» два 8-мм пулемёта (на «Позен» и «Вестфален» четыре) с боекомплектом 10 000 боевых патронов на ствол не имели определённой назначенной позиции. Обычно пулемёты устанавливали на специальных тумбах на палубе или на корабельных плавсредствах.
На «Нассау» патроны хранились в специальном хранилище на промежуточной палубе в районе от 21 до 23-го шп. по ЛБ, на «Позен» и «Рейнланд» — на нижней палубной платформе в помещении задних бортовых ТА по ЛБ между 16 и 18-м шп. Хранилище имело искусственную вентиляцию, и его можно было при необходимости затопить или осушать посредством гибкого резинового шланга. Патроны подносили вручную. Там же в оружейных комнатах кораблей хранились 355 винтовок образца 1898 г. и 42 600 боевых патронов к ним, а также от 98 до 128 пистолетов образца 1904 года(«9-мм Зельбстладепистоле 1904» с длиной ствола 147,32 мм) и 24 500 боевых патронов к ним.
Зенитное вооружение первоначальным проектом не предусматривалось, но в ходе Первой мировой войны на кораблях установили по две 88-мм зенитные пушки модели SKL/45(G.E.). Зенитные орудия устанавливались на линкорах за счёт снятия части противоминных 88 мм орудий. Для стрельбы был разработан специальный облегченный снаряд весом 9 кг. Благодаря увеличению веса метательного заряда начальная скорость снаряда увеличилась до 890 м/с. Что дало досягаемость стрельбы по высоте до 9,15 км при максимальном возвышении ствола 70 °.

#### Торпедное вооружение
Торпедное вооружение новых линкоров состояло из шести 450 мм торпедных аппаратов. Имелось шестнадцать торпед типа «G». Все торпедные отсеки размещались вне цитадели, ниже броневой палубы. Торпедное вооружение линкоров всеми морскими державами рассматривалось как оружие для любого подходящего случая. Оно считалось удобным в ближнем бою или при внезапной угрозе боя. Однако, эти ожидания за всю Первую мировую войну так ни разу не оправдались. Тяжелые немецкие корабли за всю войну не добились ни одного попадания торпедой. Большие затраты оказались полностью бесполезными. Выразилось это как в излишней весовой нагрузкой, так и в занимаемом объёме помещений корпуса.

### Бронирование
Вертикальное бронирование изготавливалось из цементированной крупповской брони. По сравнению с предшествующими кораблями бронирование было усилено.
| Сечение по миделю капитальных кораблей, заложенных в 1905—1907 годах | Сечение по миделю капитальных кораблей, заложенных в 1905—1907 годах | Сечение по миделю капитальных кораблей, заложенных в 1905—1907 годах |
| -------------------------------------------------------------------- | -------------------------------------------------------------------- | -------------------------------------------------------------------- |
|                                                                      |                                                                      |                                                                      |
| линкор «Дредноут»                                                    | линкор «Вестфален» типа «Нассау»                                     |                                                                      |

Отличительной особенностью подводной конструктивной защиты была большая глубина. При ширине самого корпуса 26,3 м она состояла в районе котельного отделения на миделе из ширины двойного борта — 1,14 м, коффердама — 1,42 м, защитной угольной ямы — 2,12 м и расходной угольной ямы — 1,81 м, что в сумме составляло 6,49 м с каждого борта, 12,98 м или 49 % ширины корпуса.
Непрерывные переборки и представляли явное улучшение подводной защиты, но их эффективность оставалась явно недостаточной из-за того, что для их изготовления была использована не броневая, а обычная судостроительная сталь. Эта система подводной защиты в том или ином виде, по существу, стала основой для всех последующих немецких кораблей, вплоть до «Бисмарка».

## Представители
| Название              | Верфь                                             | Закладка        | Спуск на воду    | Вступление в строй | Судьба |
| --------------------- | ------------------------------------------------- | --------------- | ---------------- | ------------------ | --- |
| «Нассау» Nassau       | Kaiserliche Werft Wilhelmshaven (Вильгельмсхафен) | 22 июля 1907    | 7 марта 1908     | 1 октября 1909     | Передан по репарациям Японии, разобран в 1921 |
| «Вестфален» Westfalen | AG Weser, (Бремен)                                | 12 августа 1907 | 1 июля 1908      | 16 ноября 1909     | 1.9.1918 выведен из состава флота и использовался в качестве учебного артиллерийского корабля. После капитуляции был интернирован и передан Англии, разобран в 1924 г. |
| «Рейнланд» Rheinland  | AG Vulcan, (Штеттин)                              | 1 июня 1907     | 26 сентября 1908 | 30 апреля 1910     | 9.7.1918 г. выведен из состава флота и разобран в 1921 г |
| «Позен» Posen         | Germaniawerft, (Киль)                             | 11 июня 1907    | 12 декабря 1908  | 31 мая 1910        | продан на слом в 1921 |

1 октября 1909 г. на «Nassau» был поднят вымпел, корабль был принят в казну и вступил в кампанию, а 15 октября 1909 года «Nassau» вышел на официальные морские испытания. Через полтора месяца за ним последовал «Westfalen». Остальные линкоры типа были готовы весной следующего года: 27 февраля 1910 заводские испытания начал «Rheinland», 30 апреля на корабле подняли вымпел и он вступил в кампанию; 31 мая вступил в кампанию «Posen», официальные испытания он провел 18 июня 1910 года.
Корабли обладали посредственной мореходностью, очень легко были подвержены бортовой качке, но при этом устойчиво выдерживали курс с креном в наветренную сторону, обладали хорошей маневренностью и малым радиусом циркуляции.

## Оценка
| Закладка                              | 1903                                                           | 1903                                              | 1904                                                            | 1905                              | 1906                              | 1907                                            |
| Ввод в строй                          | 1906                                                           | 1906                                              | 1906                                                            | 1906                              | 1910                              | 1909                                            |
| Водоизмещение нормальное, т           | 16 256,6                                                       | 13 191                                            | 15 810                                                          | 18 400,5                          | 16 256,6                          | 18 873                                          |
| Полное, т                             | 17 983,9                                                       | 14 218                                            | 17 270                                                          | 22 195,4                          | 17 983,9                          | 20 535                                          |
| Тип СУ                                | ПМ                                                             | ПМ                                                | ПМ                                                              | ПТ                                | ПМ                                | ПМ                                              |
| Проектная мощность, л. с.             | 16 500                                                         | 16 000                                            | 18 000                                                          | 23 000                            | 16 500                            | 22 000                                          |
| Проектная максимальная скорость, узл. | 18                                                             | 18                                                | 18,5                                                            | 21                                | 18                                | 19                                              |
| Дальность, миль (на скорости, узл.)   | 6620(10)                                                       | 4800 (10)                                         | 7000(10)                                                        | 6620(10)                          | 5000(10)                          | 8380(10)                                        |
| Бронирование, мм                      |                                                                |                                                   |                                                                 |                                   |                                   |                                                 |
| Пояс                                  | 279                                                            | 225 (240)                                         | 229                                                             | 279                               | 279 305 в районе погребов         | 270 (290)                                       |
| Верхний пояс                          | 179-152                                                        | 160 (170)                                         | 203                                                             | -                                 | -                                 | 160                                             |
| Палуба                                | 38-76                                                          | 40                                                | 51-63                                                           | 35—76                             | 38—63                             | 55—80                                           |
| Башни                                 | 305                                                            | 280                                               | 305                                                             | 279                               | 305                               | 280                                             |
| Барбеты                               | 254                                                            | 280?                                              | 305                                                             | 279                               | 254                               | 265                                             |
| Рубка                                 | 229                                                            | 300                                               | 305                                                             | 279                               | 305                               | 400                                             |
| Схема размещения вооружения           |                                                                |                                                   |                                                                 |                                   |                                   |                                                 |
| Вооружение                            | 2×2 — 305-мм/45 4×2 — 203-мм/45 12×1 — 178-мм 20×1 —76-мм 4 ТА | 2×2 — 280-мм/40 14×1 — 170-мм/40 20×88-мм/35 6 ТА | 2×2 — 305-мм/45 4×234-мм/47 10×1 — 152-мм 14×76-мм 8×47-мм 4 ТА | 5×2 — 305-мм/45 27×1 — 76-мм 5 ТА | 4×2 — 305-мм/45 22×1 — 76-мм 2 ТА | 6×2 — 280-мм/45 12×1 — 149-мм 14×1 — 88-мм 6 ТА |

## Комментарии
1. ↑  «Нассау»
2. ↑  Для кораблей с паровыми машинами дана индикаторная мощность, для «Дредноута» с паровой турбиной — мощность на валах.
3. ↑  У германских кораблей первый корабль в серии имел несколько меньшую толщину бронирования, чем остальные. Цифра в скобках — толщина бронирования для последующих кораблей серии.